# Minagrion caldense
Minagrion caldense – gatunek ważki z rodziny łątkowatych (Coenagrionidae). Endemit Brazylii, znany tylko z dwóch stanowisk w stanie Minas Gerais – w Parku Narodowym Serra da Canastra i w Poços de Caldas.